# Push Pull
Pour les articles homonymes, voir Push-pull.
Albums de Hoobastank
Fight or Flight
(2012)
Push Pull est le septième album studio du groupe américain de rock Hoobastank sorti le 25 mai 2018 par le label Napalm Records.

## Liste des chansons
| No  | Titre                              | Durée |
| --- | ---------------------------------- | ----- |
| 1.  | Don't Look Away                    | 3:29  |
| 2.  | Push Pull                          | 3:08  |
| 3.  | More Beautiful                     | 3:53  |
| 4.  | Head Over Heels                    | 3:58  |
| 5.  | True Believer                      | 3:21  |
| 6.  | Just Let Go (Who Cares If We Fall) | 2:58  |
| 7.  | Better Left Unsaid                 | 3:34  |
| 8.  | We Don't Need the World            | 3:56  |
| 9.  | Buzzkill (Before You Say Goodbye)  | 3:58  |
| 10. | Fallen Star                        | 4:21  |
| 11. | There Will Never Be Another One    | 4:25  |